# Немцев, Евгений Иванович
Евгений Иванович Немцев (15 апреля 1941, Чимкент — 5 декабря 1996, Москва) — советский хозяйственный, государственный и политический деятель. Народный депутат СССР от Чечено-Ингушской АССР (1989—1991).

## Биография
Родился 15 апреля 1941 года в Чимкенте, Казахская ССР. По национальности — русский. Получил среднее образование. Состоял в КПСС.
До 1989 года работал бригадиром участка наладки электрофотографических аппаратов сборочного цеха завода «Электроприбор» производственного объединения «Оргтехника» в г. Грозный, был секретарём комитета ВЛКСМ данного предприятия.
В 1989 году избран Народным депутатом СССР от Старопромысловского национально-территориального избирательного округа № 671 Чечено-Ингушской АССР. С 1989 года — член Совета национальностей, член Комитета Верховного Совета СССР по вопросам обороны и государственной безопасности.
После 1991 года работал генеральным директором ряда коммерческих структур.
Умер 5 декабря 1996 года в Москве. Похоронен на Щетинском кладбище в Курске.

## Семья
Супруга — Немцева Мария Ивановна (1941 г.р.).
Дети: Александр (1963 г.р.), Виктор (1965 г.р.), Владимир (1975 г.р.).
С 1996 года вся семья проживает в Курске.

## Награды
- Медаль «Ветеран труда»
- Ордена Трудовой Славы 2 и 3 степени
- Знак «Победитель социалистического соревнования» (1973, 1975)